# Cucullia hostilis
Cucullia hostilis är en fjärilsart som beskrevs av Charles Boursin 1934. Cucullia hostilis ingår i släktet Cucullia och familjen nattflyn. Inga underarter finns listade i Catalogue of Life.